# Gerichtsorganisation in Mauritius
Die Gerichtsorganisation in Mauritius ist zweistufig aufgebaut. Neben dem obersten Gericht des Inselstaates, dem Supreme Court bestehen eine Reihe von Untergerichten.

## Der Supreme Court

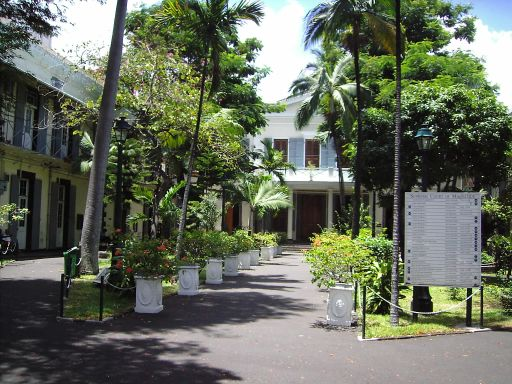
Supreme Court

Der Supreme Court ist einerseits für Straf- und Zivilverfahren zuständig, die die Kompetenzen der Untergerichte übersteigen und ist andererseits Appellationsgericht für Urteile des Supreme Courts oder der Untergerichte. Seine Kompetenzen sind denen des High Court of Justice (England und Wales) nachgebildet. Daneben ist er der Verfassungsgerichtshof des Landes. Außerdem ist er für die Ernennung des Gerichtspersonals zuständig und übt hier die Disziplinargewalt aus. Er verfügt über 21 Richter. An der Spitze steht der Chief Justice. Daneben sind der Senior Puisne Judge und 19 Puisne Judges Richter am Gericht. Er ist in eine Reihe von einzelnen Kammern eingeteilt. 

### Judicial Conduct, Judicial and Legal Service Commission (JLSC)
Die JLSC, geleitet durch den Chief Justice, ist für die Ernennung und Beförderung des Gerichtspersonals zuständig und übt die Disziplinargewalt über dieses aus.

### Zivilrechtssprechung in der ersten Instanz
Der Supreme Court ist als erstinstanzliches Gericht in Zivilsachen zuständig, wenn der Streitwert 500.000 Rupien übersteigt, Scheidungen und Ehesachen, Insolvenzangelegenheiten, Seerechtsfragen und Fälle, in denen Verfassungsfragen berührt sind.
Hierzu bestehen folgende Kammern:
- Family Division of the Supreme Court (für Familienrecht)
- Commercial Division of the Supreme Court (für Handelsrecht)
- Master’s Court (für Immobilienrecht)

Daneben arbeiten zwei Richter in der Mediation Division (Mediation).

### Strafrechtssprechung in der ersten Instanz
Für die Strafrechtssprechung in der ersten Instanz ist die Criminal Division of the Supreme Court (Assizes) zuständig. Ein Richter und eine Jury aus 9 Geschworenen urteilen über schwerwiegende Strafrechtsfälle und können als Höchststrafe lebenslang verhängen.

### Appellationssachen
Der Supreme Court wirkt als Gericht zweiter Instanz bei Urteilen der Untergerichte und der Entscheidungen des Supreme Court in erster Instanz.
In Zivilrechtsfragen ist der Court of Civil Appeal zuständig. Er besteht aus zwei bis drei Richtern unter dem Vorsitz des Chief Justice oder des Senior Puisne Judge.
In Strafrechtsfragen ist der Court of Criminal Appeal zuständig. Er besteht aus drei Richtern unter dem Vorsitz des Chief Justice oder des Senior Puisne Judge.

### The judicial committee of the privy council
Gegen die Entscheidungen der Appellationskammern ist in bestimmten Fällen eine erneute Appellation an das judicial committee of the privy council zuständig. Diese Kammer trifft letztinstanzliche Entscheidungen in für die Rechtsentwicklung bedeutsamen Fragen und wirkt als Verfassungsgericht.

## Die Untergerichte

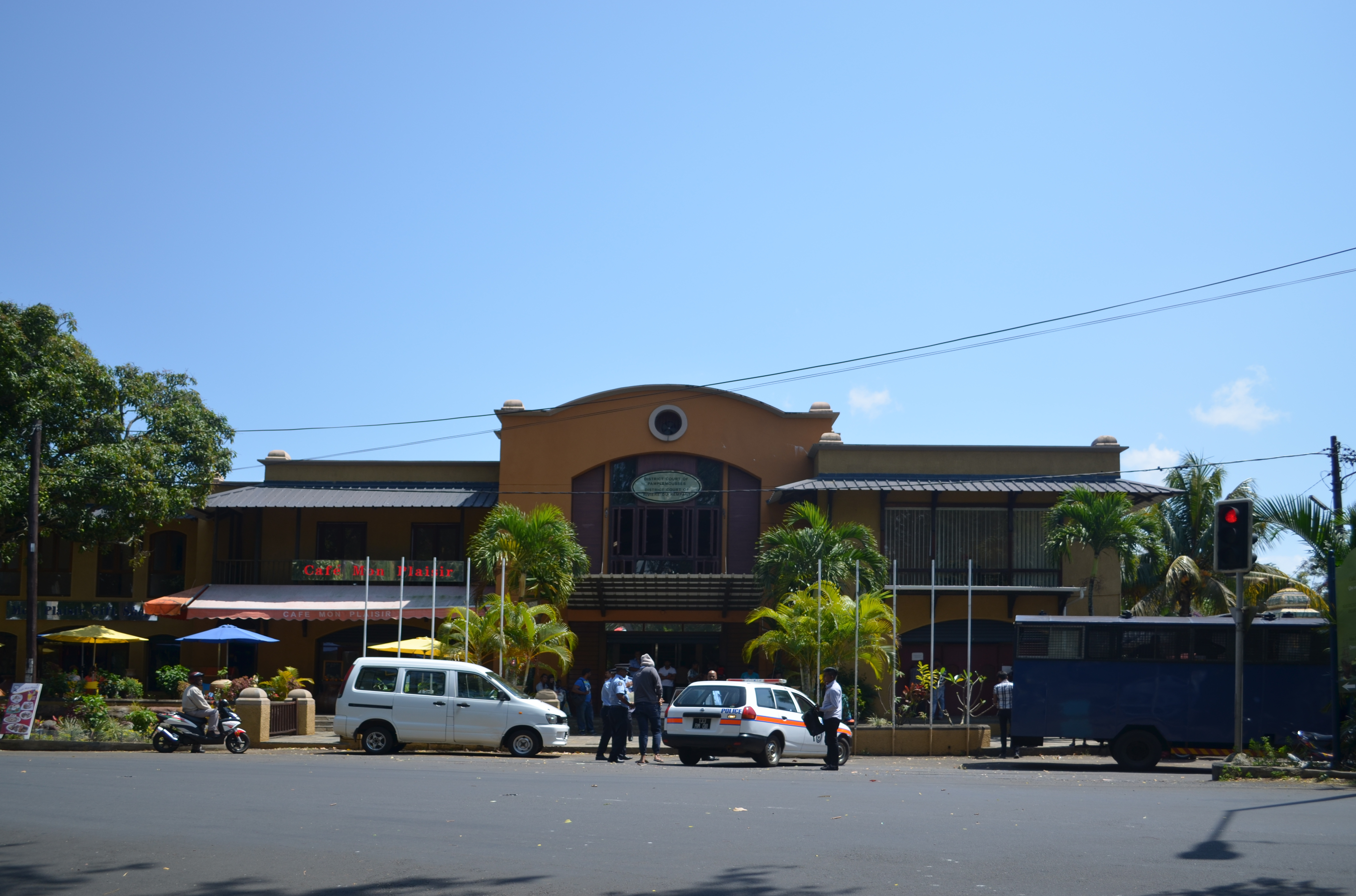
Pamplemousses District Court

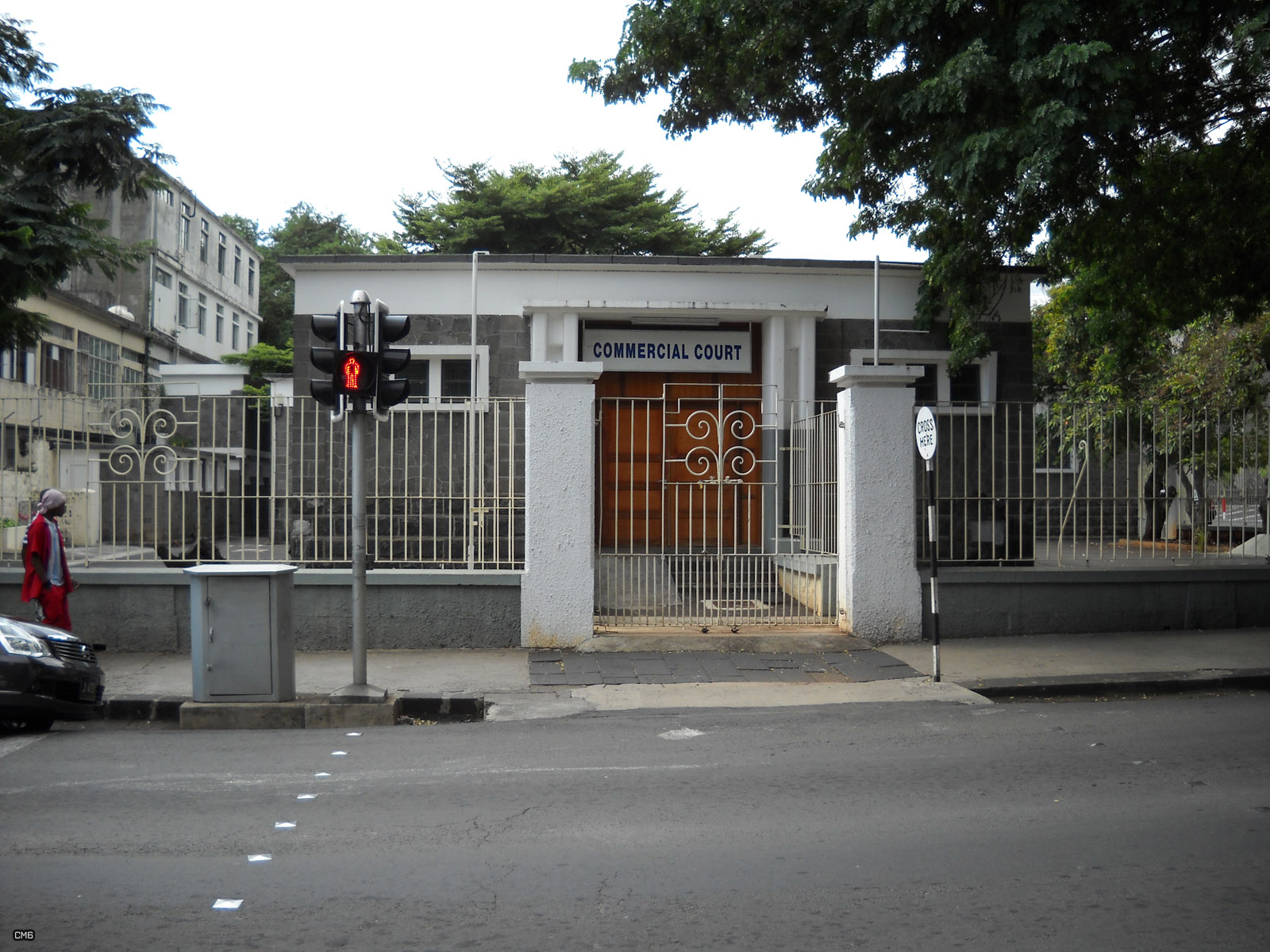
Commercial Court

In den Distrikten besteht jeweils ein Distriktgericht (District Court). In Plaines Wilhems sind dies 2, in der Hauptstadt Port Louis 3:
- Black River (Sitz: Bambous)
- Flacq (Sitz: Centre de Flacq)
- Grand Port (Sitz: Mahébourg)
- Moka (Sitz: Moka)
- Pamplemousses (Sitz: Pamplemousses)
- Rivière du Rempart (Sitz: Mapou)
- Savanne (Sitz: Souillac)
- Plaines Wilhems (Sitz: Rose Hill für Lower Plaines Wilhems und Curepipe für Upper Plaines Wilhems)
- Port Louis: District Court of Port Louis 1st Division, 2nd Division und 3rd Division
- Rodrigues: Court of Rodrigues

Die Distriktgerichte entscheiden in Zivilsachen Fälle bis zu einem Streitwert von 50.000 Rupien. In Strafrechtsfragen dürfen sie Strafen bis 5 Jahre Gefängnis und Geldstrafen bis 100.000 Rupien verhängen.
Für schwerwiegendere Fälle, die aber für den Supreme Court zu geringfügig sind, wurde der Intermediate Court eingerichtet. Dieses Gericht wird landesweit in Zivil- und Strafangelegenheiten tätig. Für Handelssachen besteht in gleicher Weise der Industrial Court und der Commercial Court. Die Aufgabe eines Haftrichters hat der Bail and Remand Court (BRC). Alle diese Gerichte haben ihren Sitz in Port Louis.